# Hłybockaje
Hłybockaje (biał. Глыбоцкае; ros. Глыбоцкое, Głybockoje) – wieś na Białorusi, w obwodzie homelskim, w rejonie homelskim, w sielsowiecie Markawiczy, przy granicy z Ukrainą.
Znajduje się tu prawosławna cerkiew pw. Narodzenia Matki Bożej.

## Historia
Do 2008 siedziba sielsowietu Hłybockaje, w skład którego wchodziły dwie miejscowości: Hłybockaje i Zimni.